# Diviziunile Gambiei
Republica Gambia este împărțită din punct de vedere administratv-teritorial în 5 diviziuni și un oraș (Banjul, capitala țării). La rândul lor, diviziunile se împart în 37 de districte.

Harta diviziunilor statului Gambia

### Diviziuni
| Diviziune     | Reședință   |
| ------------- | ----------- |
| Lower River   | Mansa Konko |
| Central River | Janjanbureh |
| North Bank    | Kerewan     |
| Upper River   | Basse       |
| Western       | Brikama     |